# اکس-افندر
«اکس-اُفندر» (به انگلیسی: X-Offender)، آهنگی از گروه موسیقی موج نوی آمریکایی بلاندی است که به وسیلهٔ گری ولنتاین و دبی هری برای آلبوم آغازین هم‌نام با ترانه، بلاندی، نوشته شده بود. این آهنگ به عنوان تک‌آهنگ اصلی آلبوم از سوی شرکت پرایوت استاک رکوردز در سال ۱۹۷۶ عرضه شد.
عنوان این آلبوم در اصل، «سکس-افندر» بود. گری ولنتیاین، این ترانه را برای پسری ۱۸ساله که به خاطر داشتن رابطهٔ جنسی با دوست‌دختر جوان‌ترش دست‌گیر شده‌بود نوشت. دبی هری متن ترانه را تغییر داد که در نتیجه، آهنگ در مورد فاحشه‌ای بود که جذب مأمور پلیسی شده که وی را دست‌گیر کرده‌بود. این ترانه به وسیلهٔ ریچارد گاتهرر، کسی که با گروه دخترانهٔ دههٔ ۱۹۶۰ اینجلز کار کرده‌بود، نوشته شد و این ترانه از لحاظ سبکش، باقی‌ماندهٔ آن دوران است.
پرایوت استاک مصر بود که نام ترانه به «اکس-افندر» تغییر یابد، چرا که از نام اصلی ترانه، دلواپس بودند. اکس-افندر در سال ۱۹۷۶ به همراه بی-ساید «در آفتاب» پخش شد. این ترانه به جدول‌های موسیقی راه نیافت، اما کریسلیس رکوردز، این آهنگ را به همراه آلبوم بلاندی شنید و با گروه قراردادی را امضا کرد. «اکس-افندر»، بعدها بی-ساید «او را خرد کن» شد. به دلیل نسخه‌های محدود این تک‌آهنگ و شهرت متعاقب گروه، نسخه‌ای از تک‌آهنگ آمریکایی پرایوت استاک با عنوان «اکس-افندر/در آفتاب»، نسخه‌ٔ کمیاب و باخواستاری است که کپی‌هایی از آن با قیمت ۷۵۰ پوند در فروشگاه‌های گردآورندگان به فروش می‌رسد؛ نظر به این‌که میکس‌های هر دو آهنگ در تک‌آهنگ نام‌برده، متفاوت از آن‌هایی هستند که در آلبوم بلاندی قرار گرفته‌اند. این میکس‌ها در نسخهٔ چاپ مجدد آلبوم سال ۲۰۰۱ ای‌ام‌آی/کپیتل رکوردز به عنوان ترانه‌های اضافی قرار گرفته‌اند. متأسفانه هیچ شاه‌نواری از نسخه‌های پرایوت استاک در آرشیوها نگه‌داری نشده‌است و در نتیجهٔ آن، این آهنگ‌های اضافی مستقیماً از نوارهای تک‌آهنگ منتقل شده‌اند. 

## فهرست آهنگ‌ها
‎US 7" (PS-45.097)‎
1. ‎«X-Offender» (single version)‎ (گری ولنتاین، دبرا هری) – ۳:۱۵
2. ‎«In the Sun» (single version)‎ (استین) – ۲:۳۸

‎UK 7" (PVT 105)‎
1. ‎«X-Offender» (album Version)‎ (هری، ولنتاین) – ۳:۱۳
2. ‎«In the Flesh»‎ (هری، کریس استین) – ۲:۳۳